# Huang Yan
Huang Yan (* 12. Januar 1996) ist eine chinesische Hürdenläuferin, die sich auf die 400-Meter-Distanz spezialisiert.

## Sportliche Laufbahn
Erste internationale Erfahrungen sammelte Huang Yan bei den Asienspielen 2018 in der indonesischen Hauptstadt Jakarta, bei denen sie in 57,48 s den geteilten vierten Platz belegte. Im Jahr darauf belegte sie bei den Asienmeisterschaften in Doha in 58,29 s den siebten Platz.
2017 und 2018 wurde Huang Chinesische Meisterin im 400-Meter-Hürdenlauf. Sie absolvierte ein Studium an der Soochow-Universität in Suzhou.

## Persönliche Bestleistungen
- 400 Meter: 54,30 s, 16. Mai 2017 in Jinan
- 400 m Hürden: 56,70 s, 21. Mai 2016 in Taiyuan